# Dolichos staintonii
Dolichos staintonii är en ärtväxtart som beskrevs av Hiroyoshi Ohashi och Yoichi Tateishi. Dolichos staintonii ingår i släktet Dolichos och familjen ärtväxter. Inga underarter finns listade i Catalogue of Life.